# Paspalum multinervium
Paspalum multinervium är en gräsart som beskrevs av Alasdair Graham Burman. Paspalum multinervium ingår i släktet tvillinghirser, och familjen gräs. Inga underarter finns listade i Catalogue of Life.